# Panker
Panker település Németországban, Schleswig-Holstein tartományban. Lakosainak száma 1387 fő (2023. december 31.).

## Népesség
A település népességének változása:
| Lakosok száma | 1300 | 1434 | 1426 | 1379 | 1386 | 1387 |
|               | 1975 | 2017 | 2019 | 2021 | 2022 | 2023 |